# Săgeata Valonă 2023
Săgeata Valonă 2023 a fost cea de a 87-a ediție a cursei clasice de ciclism Săgeata Valonă, cursă de o zi. S-a desfășurat la data de 19 aprilie 2023 și face parte din calendarul UCI World Tour 2023.

## Echipe participante
Întrucât Săgeata Valonă este un eveniment din cadrul UCI World Tour 2023, toate cele 18 echipe UCI au fost invitate automat și obligate să aibă o echipă în cursă. Șapte echipe profesioniste continentale au primit wildcard.

### Echipe UCI World
| - AG2R Citroën Team - Alpecin–Deceuninck - Arkéa-Samsic - Astana Qazaqstan Team - Bora–Hansgrohe - Cofidis - EF Education–EasyPost - Groupama–FDJ - Ineos Grenadiers - Intermarché–Circus–Wanty - Movistar Team | - Soudal Quick-Step - Team Bahrain Victorious - Team DSM - Team Jayco–AlUla - Team Jumbo–Visma - Trek-Segafredo - UAE Team Emirates |  |

### Echipe continentale profesioniste UCI
| - Bingoal-WB - Burgos BH - Equipo Kern Pharma - Israel–Premier Tech | - Lotto–Dstny - Team TotalEnergies - Uno-X Pro Cycling Team |  |

## Rezultate
Rezultate oficiale.
| Loc | Concurent                | Echipă                  | Timp       |
| --- | ------------------------ | ----------------------- | ---------- |
| 1   | Tadej Pogačar            | UAE Team Emirates       | 4h 27' 53" |
| 2   | Mattias Skjelmose Jensen | Trek–Segafredo          | +0"        |
| 3   | Mikel Landa              | Team Bahrain Victorious | +0"        |
| 4   | Michael Woods            | Israel–Premier Tech     | +3"        |
| 5   | Giulio Ciccone           | Trek–Segafredo          | +3"        |
| 6   | Victor Lafay             | Cofidis                 | +3"        |
| 7   | Tiesj Benoot             | Team Jumbo–Visma        | +3"        |
| 8   | Maxim Van Gils           | Lotto–Dstny             | +3"        |
| 9   | Romain Bardet            | Team DSM                | +3"        |
| 10  | Warren Barguil           | Arkéa-Samsic            | +3"        |

## Legături externe
- Site web oficial